# Волченков, Евгений Петрович
Евгений Петрович Волченков (1 октября 1935, Новочеркасск, Ростовская область — дата смерти неизвестна) — советский футболист, выступавший на позиции нападающего. Сыграл 34 матча и забил 5 голов в высшей лиге СССР. Мастер спорта СССР (1959).

## Биография
Воспитанник новочеркасского футбола, первый тренер — А. Т. Торадзе. На взрослом уровне дебютировал в 1953 году в новочеркасском «Буревестнике», выступавшем в чемпионате области. В 1954—1955 годах играл в классе «Б» за ростовское «Торпедо», в 1956 году ненадолго вернулся в Новочеркасск.
С 1956 года выступал за армейскую команду Ростова, носившую в разные годы названия ОДО, ОСК, СКВО и СКА. В 1956—1957 годах вместе с командой футболист играл в чемпионате области. В 1958 году армейцы были включены в соревнования класса «Б», где в первом же сезоне стали победителями. 19 апреля 1959 года Волченков принял участие в дебютном матче ростовчан в классе «А» против московского ЦСКА (2:0) и забил в этой игре второй гол. Всего за следующие два с половиной сезона форвард провёл в высшей лиге 34 матча и забил 5 голов.
Летом 1961 года перешёл в луганские «Трудовые Резервы», вскоре переименованные в «Зарю». В 1962 году стал лучшим бомбардиром класса «Б» с 21 забитыми голами, чемпионом Украинской ССР среди команд класса «Б» и был включён в список 33-х лучших футболистов УССР под № 1. В 1964 году в возрасте 29 лет завершил спортивную карьеру.
Скончался в Новочеркасске в конце XX века, точная дата неизвестна.

## Стиль игры
Великолепный мастер нападения. Отменный бескомпромиссный боец, ежеминутно нацеленный на ворота соперника. В его арсенале было всё чтобы создавать угрозу для вратарей: и точный мощный удар, и уверенная игра головой, безошибочный выбор позиции. Отличался высокой результативностью.— Сайт «Луганск. Наш футбол»